# Medford (Minnesota)
Pour les articles homonymes, voir Medford.
Medford est une ville américaine située dans le Comté de Steele, dans le Minnesota. Selon le recensement de 2010, sa population est de 1 239 habitants.